# Julio César Pernía
Julio César Pernía (Cúcuta, 1913-Cúcuta, 11 de marzo de 1991) fue un político colombiano. Fue candidato para las elecciones presidenciales en Colombia de 1978.

## Biografía
Nacido en Cúcuta. Abogado, fue miembro del Movimiento Revolucionario Liberal (MRL) y posteriormente se vinculó a la Alianza Nacional Popular (Anapo) al lado del general Gustavo Rojas Pinilla. Fue miembro de la Cámara de Representantes, habiendo presidida aquella corporación en 1962. En 1978, aceptó la candidatura de la Unión Nacional de Oposición (UNO) y obtuvo unos 350.000 votos. Fue padre de 17 hijos en dos matrimonios.
Padre de Gregorio Pernía, actor y político.